# Ахвах (область)
Ахвах — историческая область на Северном Кавказе, историко-географическая область во Внутригорном Дагестане где компактно проживают ахвахцы, в междуречье верхнего течения реки Ахвах и реки Аварское Койсу. В пределах Ахваха расположены южная часть Ахвахского и северо-западная часть Чародинского районов. Северный Ахвах имеет этническое название Цунта-Ахвах, а Южный — Ратлу-Ахвах. Центр — аул Кудиябросо. 

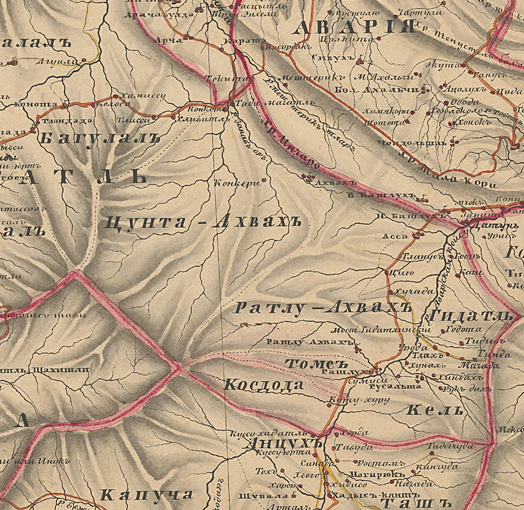
Ахвах (1847 год)

Часть ахвахцев живет на северо-восточных склонах Богосского хребта, по правым притокам реки Андийское Койсу. Это жители селений Кудиябросо, Изано, Лологонитль, Тад-Магитль, Цвакилколо, Кванкеро (Ахвахский район, Республика Дагестан). Другая часть заселяет южные отроги Ганчильского хребта, вдоль левых притоков реки Аварское Койсу (Шамильский pайон, Республика Дагестан). Это население Ратлуба, Цекоба и Тлянуба. Часть ахвахцев, проживающих в Закатальском районе Азербайджана,  смешано с местным населением (в селениях Закаталы, Джар и др.). Другая часть — населяют компактно селение Ахвахдере.
Ахвах занимал юго-западную территорию нынешнего Ахвахского района. В историко-этнографической литературе Ахвах известен под термином «Цунта- Ахвах» — самоназвание садакилиду. До XVIII века в состав Ахваха входило и общество Ратлу-Ахвах, завоеванное гидатлинцами в конце XVII в.
В XVIII веке в состав Цунта-Ахвах входили сельские общества: Изанинское, Кудияб-Росотлинское. Эти общества в свою очередь объединяли джамааты нескольких аулов.